# جوزف لانگ
جوزف لانگ (انگلیسی: Joseph Long؛ زادهٔ ۲ فوریهٔ ۱۹۵۴) بازیگر اهل بریتانیا است.
از فیلم‌ها یا برنامه‌های تلویزیونی که وی در آن نقش داشته‌است، می‌توان به پیرمرد صدساله‌ای که فلنگ را بست و ناپدید شد، در جستجوی آزادی، لژیونر، وحی، زندگی و مرگ پیتر سلرز، خانم هندرسون تقدیم می‌کند، مرد دیگر، دکتر هو، پوآرو، مأموران مخفی، مرغ مگس، ناگفته‌های دراکولا، آدم‌کش آمریکایی، قتل در قطار سریع‌السیر شرق، مرد عنکبوتی: دور از خانه، در عشق و جنگ و کریستف کلمب: اکتشاف  اشاره کرد.